# Wojciech Chudziński
Wojciech Chudziński (ur. 30 stycznia 1964 w Bydgoszczy) – polski pisarz, publicysta i redaktor.

## Życiorys
W latach 1991–1993 etatowy dziennikarz tygodnika „Kujawy i Pomorze”, później "Kwartalnika Artystycznego" i dziennika „Ilustrowany Kurier Polski”. Od 1994 do 2005 r. publicysta, reporter i redaktor rubryk tematycznych dziennika „Express Bydgoski”. Zastępca redaktora naczelnego miesięcznika „Express Tajemnic” (marzec - sierpień 1997 r.). Stały współpracownik miesięczników: "Nieznany Świat" (od 1998 r.), "Czwarty Wymiar" (1999 - 2005) i "Świat Gier Komputerowych" (2000 - 2002 r.). W latach 1994–1996 redaktor w wydawnictwie książkowym LIMBUS. Od stycznia do grudnia 2003 roku sekretarz redakcji dwumiesięcznika science - fiction "SFera". Od 2005 roku z-ca red. nacz. miesięcznika „Nieznany Świat”. 
Członek Stowarzyszenia Krajowy Klub Reportażu oraz Związku Literatów Polskich.

## Publikacje
Liczne publikacje w gazetach i czasopismach lokalnych, wynikające ze współpracy z Agencją Informacyjno - Wydawniczą LABIRYNT (1996 - 1998) i Komputerową Agencją Prasową MicroWay (1999 - 2001).
Publicystyka, reportaże i wywiady publikowane m.in. w "Ilustrowanym Kurierze Polskim", "Expressie Bydgoskim", "Expressie Ilustrowanym", "Wieczorze Wybrzeża", "Gazecie Krakowskiej", "Trybunie Śląskiej", "Wieczorze Wrocławia", "Nieznanym Świecie", "Czwartym Wymiarze", "Świecie Gier Komputerowych", "Wróżbicie", "Wróżce". Drukował też artykuły w niemieckojęzycznym kwartalniku "Kontext".
Jako prozaik zadebiutował w 1986 r. na łamach jednodniówki „Sfera” opowiadaniami: „Zabawa w terror” i „Liść”. Prozę publikował również w "Fenixie", "Faktach", "Metaforze" oraz na antenie Polskiego Radia Pomorza i Kujaw.
Jego utwory poetyckie ukazały się m.in. na łamach „Gazety Czarno-Białej” oraz w miesięczniku „Nieznany Świat”.
Jest inicjatorem wydania napisanej przed wojną pracy prof. Stanisława Poniatowskiego „Pierwsze próby parapsychicznego sondowania kultur prehistorycznych” (Bydgoszcz 2008, ISBN 978-83-88079-22-1) – zapisu doświadczeń przeprowadzonych ze znanym jasnowidzem Stefanem Ossowieckim.
Przygotował do druku książkę doc. dr. Romana Bugaja „Palingeneza. Rozprawa o homunkulusach i nieśmiertelności” (Bydgoszcz 2010, ISBN 978-83-88079-25-2), która ukazała się po śmierci autora.
Na zlecenie Brytyjskiego Towarzystwa Badań Parapsychicznych koordynował prace związane z weryfikacją uzdolnień prekognicyjnych Stefana Ossowieckiego, czego owocem jest rozprawa archeologa z Uniwersytetu Kazimierza Wielkiego w Bydgoszczy, prof. Jacka Woźnego.
Jest pomysłodawcą i redaktorem serii książkowej „Nieznany Świat Poleca”, w której ukazały się m.in.:
- P. Nowakowski „Ponadwymiarowi” ISBN 978-83-88079-28-3,
- L.R. Hoduń „Lekcja paranormalności” ISBN 978-83-88079-35-1,
- dr M. Stępień „Dusza Książki” ISBN 978-83-88079-36-8.

Jako redaktor współpracuje również z wydawnictwem Bibliotekarium, redagując książki z serii „Rubieże rzeczywistości”, w której opublikowano dotąd m.in.:
- B. Kadyna „Wpływ” ISBN 978-83-950151-0-6,
- P. Cichoń "Pewnego razu w Świnioryjach" ISBN 978-83-950151-3-7,
- T. Meszko „Śmieciowi ludzie” ISBN 978-83-950151-1-3,
- J. Grundkowski „Wilkołak Drago” ISBN 978-83-950151-8-2,
- Moonkey „Wojna Cieni” ISBN 978-83-953530-0-0,
- Antologia „Rubieże rzeczywistości 1” ISBN 978-83-954865-2-4.

Jest opiekunem spuścizny literackiej Jerzego Grundkowskiego (1953 - 2016) – archiwum zdeponowanego w Bibliotece im. Jerzego Grundkowskiego w Bydgoszczy. Z jego inicjatywy, w serii „Archiwum Polskiej Fantastyki” Wydawnictwa Stalker Books ukazał się tom „Annopolis”, w którym pomieszczono opowiadania drukowane w latach 80., jak też odnalezione w szufladzie pisarza po jego śmierci.

## Książki
- „Niewyjaśnione zjawiska w Polsce”. Zbiór reportaży (współautor: Tadeusz Oszubski), Wyd. VIDEOGRAF II, Katowice 2003 r. ISBN 83-7183-287-7. Książka nominowana do ogólnopolskiej nagrody dziennikarskiej Grand Press za rok 2003.
- „Ten drugi w nas. Od objawień aniołów do malarstwa duchów”. Wyd. VIDEOGRAF II, Katowice 2008 r. ISBN 978-83-7183-648-0
- „Kręgi, cuda, kwanty. Pomiędzy fraktalem Mandelbrota a objawieniami w Medjugorie” (współautor: Przemysław Nowakowski), Wydawnictwo KOS, Katowice 2009 r. ISBN 978-83-60528-97-6
- „Channeling. Od chirurgów z zaświatów do «maszyn umysłu»”. Wyd. ARCANUS, Bydgoszcz 2013 r. ISBN 978-83-88079-24-5
- „111 filmów z duszą. Metafizyka w kinie” (we współautorstwie z Markiem Rymuszko i Przemysławem Nowakowskim), Wyd. Biały Wiatr, Rzeszów 2015 r. ISBN 978-83-64818-31-8
- "Śladem nowoczesnego mitu" (współautor: Przemysław Nowakowski), Wyd. ARCANUS, Bydgoszcz 2016 r., ISBN 978-83-88079-38-2

## Nagrody i wyróżnienia
- "Medal Jerzego Sulimy-Kamińskiego" przyznany za wybitne zasługi dla kultury Pomorza i Kujaw - 2020 r. Bydgoszcz